# وليام فورسيث (ممثل)
وليام فورسيث (بالإنجليزية: William Forsythe)‏ مواليد 7 يونيو 1955 في بروكلين، نيويورك، الولايات المتحدة، هو ممثل أمريكي بدأ مسيرته الفنية سنة 1978.

## الأعمال

### الأفلام
- مطاردة باردة

### مسلسلات
- قرش
- ذا منتاليست
- هاواي فايف أو
- ديرديفيل

## روابط خارجية
- وليام فورسيث على موقع IMDb (الإنجليزية)
- وليام فورسيث على موقع روتن توميتوز (الإنجليزية)
- وليام فورسيث على موقع ألو سيني (الفرنسية)
- وليام فورسيث على موقع أول موفي (الإنجليزية)
- وليام فورسيث على موقع قاعدة بيانات الأفلام السويدية (السويدية)
- وليام فورسيث على موقع إن إن دي بي (الإنجليزية)
- وليام فورسيث على موقع قاعدة بيانات الفيلم (الإنجليزية)
- وليام فورسيث على موقع كينوبويسك (الروسية)
- وليام فورسيث على موقع كينوبويسك (الروسية)
- وليام فورسيث على موقع كينوبويسك (الروسية)